# Panagaeus cruxmajor
Panagaeus cruxmajor l à một con bọ cánh cứng đất hiếm châu Âu. Ở nước Anh, nó chỉ hiện diện ở một vài nơi. Panagaeus bipustulatus là một loài bà con phổ biến hơn, nhìn rất giống nhau ngoại trừ là nhỏ hơn. Loài bọ cánh cứng này đôi khi bao gồm trong P. bipustulatus, nhưng hầu hết các tác giả hiện đại cho rằng nó khác biệt.
Bọ P. cruxmajor phần lớn là màu đen và khá có nhiều lông, thân dài 8–10 mm, với những đốm lớn màu đỏ trên cánh và có sự xuất hiện của một nền màu đỏ đằng sau một cây thánh giá màu đen. Nơi trú ẩn dưới những miếng gỗ vào ban ngày và là một loài săn mồi ban đêm chủ yếu là ăn ốc bán thủy sinh.